# Mohammad Bakri
Mohammad Bakri, anche accreditato come Mohammed Bakri (in arabo: محمد بكري, in ebraico: מוחמד בכרי; Bi'ina, 27 novembre 1953), è un attore, regista e sceneggiatore palestinese con cittadinanza israeliana.
Avviò la sua carriera teatrale nel 1976, in Israele e in Cisgiordania.  A partire dagli anni ottanta cominciò a scrivere commedie teatrali e debuttò al cinema come protagonista di numerosi film diretti da registi israeliani, palestinesi, italiani ed europei. Bakri fu per anni considerato uno dei pochi attori ad aver goduto di un ampio successo sia in Israele sia in Palestina. Nel 2002, il suo documentario Jenin, Jenin, girato illegalmente in un campo-profughi palestinese al termine di un'azione militare israeliana, incrinò i rapporti con lo Stato di Israele e comportò conseguenze legali.

## Biografia
Bakri è nato a Bi'ina, nel Distretto Nord di Israele, nel 1953 in una famiglia palestinese di religione islamica, ultimo dei dodici figli (ha sette sorelle e quattro fratelli) d'un tagliatore di pietre. Bakri frequentò le scuole elementari a Bi'ina e le scuole secondarie ad Acri,  successivamente si iscrisse all'Università di Tel Aviv, dove si laureò in arte drammatica e letteratura araba.
Bakri vive a Bi'ina con la moglie Layla, che sposò all'età di 22 anni. Ha cinque figli maschi, fra i quali gli attori Saleh, Ziad, Adam Bakri, Mahmood Bakri e una figlia di nome Yafa. I nomi scelti per la maggior parte dei suoi figli si ispirano ai personaggi dei libri di Emile Habibi, di cui Bakri fu amico e ammiratore.
Nel 2018, il sindaco di Napoli Luigi de Magistris ha riconosciuto a Bakri la cittadinanza onoraria in quanto "ambasciatore e pontiere di pace e uguaglianza in una terra lacerata". Nel 2020, il ministro della cultura palestinese Atef Abu Saif gli ha conferito la nomina di "personalità culturale dell'anno". In collaborazione con il Festival del cinema internazionale di Gerusalemme a Gaza, il ministro palestinese ha inoltre istituito il "Premio Mohammad Bakri", un riconoscimento cinematografico che verrà annualmente assegnato al film che meglio rappresenta la causa palestinese.

### Carriera
Dopo la laurea, Bakri iniziò la carriera di attore in Israele e in Palestina, lavorando al Teatro Nazionale di Israele Habimah di Tel Aviv, al Teatro Haifa e al Teatro al-Kasaba di Ramallah. In seguito si dedicò al cinema lavorando con numerosi registi come Costa-Gavras, Amos Gitai, Rashid Masharawi, Saverio Costanzo, Michel Khleifi e Annemarie Jacir. Nel 1984, rappresentò Israele alla 56ª edizione degli Oscar con il film Oltre le sbarre. Per la sua interpretazione nel film palestinese Wajib - Invito al matrimonio, vinse, insieme al figlio Saleh, il premio come miglior attore al Festival internazionale del cinema di Dubai.
In Italia, Bakri prese parte a numerosi progetti cinematografici. Nel 2004 fu protagonista di Private, opera prima di Saverio Costanzo, girata a Riace, sul tema della resistenza palestinese. Successivamente collaborò con Paolo e Vittorio Taviani nel loro film più controverso, La masseria delle allodole, ambientato all'epoca del genocidio armeno.
Alla fine degli anni 90, Bakri passò alla regia di documentari. Il suo secondo docufilm, Jenin, Jenin, la cui post-produzione fu effettuata a Roma, si aggiudicò nel 2002 il premio come miglior film alle Giornate Cinematografiche di Cartagine. Il film subì censura in Israele e segnò uno spartiacque nella vita del regista, poiché compromise severamente i suoi rapporti con Israele. Nel 2010, il docufilm Zahra partecipò alla 20ª edizione del Festival del cinema africano, d'Asia e America Latina di Milano, dove vinse il premio per il miglior documentario nella sezione Finestre sul mondo.

## Controversie

### Jenin, Jenin
Il docufilm Jenin, Jenin, sulla distruzione dell’omonimo villaggio palestinese, suscitò molte polemiche fra l'opinione pubblica israeliana. Mohammad Bakri fu accusato di aver intervistato i sopravvissuti e nessun ufficiale dell’esercito israeliano. Il film fu sequestrato dalle sale israeliane con l’accusa che non si può definire documentario un film che racconta un evento da un unico punto di vista. Nel 2004 l’Alta Corte di Giustizia, cui Bakri si è appellato, ha dissequestrato il film, dichiarandolo però di propaganda. Poco prima dell'uscita del film, due nipoti di Mohammad Bakri, Yassin e Ibrahim Bakri, furono coinvolti in un atto terroristico compiuto da un attentatore suicida e in seguito condannati a nove ergastoli ciascuno. Bakri fu interrogato insieme ad altri sei componenti della sua famiglia con l'accusa di sostenere i terroristi; questo fatto mise in cattiva luce il suo nome e pose le basi del dibattito che seguì la divulgazione di Jenin, Jenin.
Tre anni dopo l'uscita di Jenin, Jenin, cinque soldati israeliani reduci dall'operazione Scudo difensivo citarono in giudizio Bakri chiedendo circa 2,5 milioni di NIS di danni. Molti cineasti italiani, fra i quali Mario Monicelli, Mario Martone e Saverio Costanzo, si mobilitarono e firmarono un appello web in suo favore. Decine di proiezioni di Jenin, Jenin furono organizzate senza autorizzazione. I soldati persero infine la causa nel 2008. Il giudice Nadav del tribunale di Petah Tiqwa concluse che Bakri aveva diffamato l'intero esercito ma non i cinque soldati in particolare. La sentenza scatenò l'ira di alcuni gruppi di destra, i quali aggredirono Bakri a Tel Aviv, durante una serata in suo onore. Nel 2005, il regista raccontò la sua vicenda personale nel film Da quando te ne sei andato.
Nel mese di dicembre 2017, il procuratore generale Avichai Mandelblit, alto funzionario di Israele per la prima volta in una causa civile, ha deciso di sostenere Nissim Magnagi, un colonnello riservista che compare nel documentario di Bakri. Nel 2016, Magnagi aveva fatto causa al regista chiedendo 2,6 milioni di NIS (627 000 euro) o 100 000 NIS (24 000 euro) per ogni proiezione. Magnagi ha dichiarato che devolverebbe il denaro ai veterani dell'esercito coinvolti e alle famiglie dei soldati uccisi nell'attacco a Jenin. Dopa un'unica udienza tenutasi il 6 febbraio 2020, la Corte di Lodi ha comunicato il 12 gennaio 2021 la condanna di Bakri a una multa di 175 000 NIS come risarcimento al colonnello riservista, 55 000 NIS in spese giudiziarie, la censura del film in Israele e il sequestro delle copie. La sentenza ha suscitato indignazione fra l'opinione pubblica e il film è stato condiviso in rete. La stampa internazionale ha contestato i valori democratici di Israele pronunciandosi in favore del regista, il quale ha fatto ricorso all’Alta Corte di Giustizia. Registi, attori e personaggi del mondo del cinema hanno firmato una petizione per revocare la censura in difesa della solidarietà di espressione. Il processo è terminato nel mese di novembre 2022, con il divieto di proiezione del documentario e il risarcimento in denaro al colonnello riservista.

### Yarmouk
Nel 2014, Bakri pubblicò su YouTube un video di otto minuti intitolato Yarmouk (titolo internazionale Blackness) dal nome dell'omonimo campo-profughi palestinese situato vicino a Damasco. Nel video, un padre cerca di vendere la propria figlia a uno sceicco in cambio di denaro per sfamare il resto della famiglia. Le repliche furono immediate. L'opinione pubblica palestinese si sentì umiliata, mentre la Lega Araba accusò Bakri di esasperare il problema sociale del traffico di donne, enfatizzando i problemi dei palestinesi e sminuendo quelli dei siriani. Bakri infine si scusò, ritirò il video e dichiarò la sua primaria intenzione di raccontare le tragedie di Yarmouk. A Venezia, il video vinse l'undicesima edizione del Premio Pasinetti. L'autore israeliano Avi Melamed ipotizzò che lo scopo di Bakri non era quello di testimoniare una realtà già nota ma di denunciare il carattere oscurantista dei paesi arabi in previsione della loro prevedibile reazione.

### Altre accuse
Nel 2012, l'organizzazione sionista Im Tirtzu lanciò una campagna di sensibilizzazione per denunciare l'interpretazione di Bakri nell'opera teatrale La casa di Bernarda Alba, rappresentata al Teatro Tzavta di Tel Aviv. Attraverso il personaggio di Bernarda, Bakri fu accusato di essere "bugiardo e incitatore". L'Academy of Performing Arts di Israele, che faceva parte della produzione, rifiutò le richieste di intervento contro Bakri, tuttavia il Ministro dello Sport e della Cultura israeliano Limor Livnat criticò l'Accademia per avere assunto Bakri, definendolo "un calunniatore". Il figlio primogenito Saleh Bakri dichiarò che, durante i dieci anni che seguirono l'uscita di Jenin, Jenin, la famiglia aveva ricevuto numerose minacce di morte, e che in alcuni periodi, Mohammad aveva assunto per i suoi figli guardie del corpo.
Nel 2017, Bakri si recò in Libano per un festival culturale dedicato alla Palestina, durante il quale disse che "normalizzare le relazioni con il nemico sionista equivale a tradire gli interessi del popolo palestinese." A causa di questo intervento, l'organizzazione israeliana Shurat Hadin richiese l'arresto di Bakri per avere violato la legge che vieta ai cittadini israeliani di recarsi nei paesi nemici, fra i quali il Libano.  Bakri non fu arrestato ma il Ministro della Cultura Miri Regev chiese al procuratore generale Avichai Mendelblit di indagare su Bakri per presunto incitamento contro Israele. Miri Regev dichiarò su facebook che Bakri "non è obbligato ad essere un cittadino israeliano, ma poiché lo è, non può visitare paesi nemici e non può fare propaganda contro Israele."

## Filmografia

### Attore

#### Cinema
- Hanna K., regia di Costa-Gavras (1983)
- Oltre le sbarre (Me'ahorei Hasoragim), regia di Uri Barbash (1984)
- Esther, regia di Amos Gitai (1986)
- Il sergente di fuoco (Death before dishonor), regia di Terry Leonard (1987)
- Foreign Nights, regia di Izidore K. Musallam (1989)
- Finale di coppa (Gmar Gavi'a), regia di Eran Riklis (1991)
- Indagine allo specchio (Lahav hatzui), regia di Amos Kollek (1992)
- La storia dei tre gioielli (Hikayatul jawahiri thalath), regia di Michel Khleifi (1995)
- Haifa, regia di Rashid Masharawi (1996)
- The Body, regia di Jonas McCord (2001)
- La raccolta delle olive, regia di Hanna Elias (2003)
- Private, regia di Saverio Costanzo (2004)
- Nuzhat al-Fuad, regia di Judd Ne'eman (2006)
- La masseria delle allodole, regia di Paolo e Vittorio Taviani (2007)
- Il compleanno di Laila (Eid milad Laila), regia di Rashid Masharawi (2008)
- Zindeeq, regia di Michel Khleifi (2009)
- I fiori di Kirkuk (Golakani Kirkuk), regia di Fariborz Kamkari (2010)
- Matrimoni e altri disastri, regia di Nina Di Majo (2010)
- Water, vari registi – segmento Eye Drops (2012)
- Restiamo umani - The Reading Movie, regia di Fulvio Renzi (2012) – voce narrante
- Giraffada (Girafada), regia di Rani Massalha (2013)
- Wajib - Invito al matrimonio (Wajib), regia di Annemarie Jacir (2017)
- American Assassin, regia di Michael Cuesta (2017)
- The Stranger (Al Garib), regia di Ameer Fakher Eldin (2021)
- La cospirazione del Cairo (Boy from Heaven), regia di Tarik Saleh (2022)

#### Televisione
- Adama – serie TV, 5 episodi (2011)
- Tyrant – serie TV, 3 episodi (2014)
- Of Kings and Prophets – serie TV, 9 episodi (2016)
- The Night Of - Cos'è successo quella notte? (The Night Of) – miniserie TV, 3 puntate (2016)
- Le Bureau - Sotto copertura (Le Bureau des Légendes) – serie TV, 5 episodi (2017)
- Homeland - Caccia alla spia (Homeland) – serie TV, 7 episodi (2020)

#### Cortometraggi
- The Salt Fisherman, regia di Ziad Bakri (2011)
- The Warren, regia di James Adolphus (2014)
- Fairuz, regia di Shady El-Hamus (2014)
- Strange Cities Are Familiar, regia di Saeed Taji Farouky (2018)
- In His Place, regia di Ofir Feldman (2018)

### Doppiaggio
- The Tower, regia di Mats Grorud (2018)

### Regista
- 1948 (1998) – documentario
- Jenin, Jenin (2002) – documentario
- Da quando te ne sei andato (2006) – documentario
- Zahra (2009) – documentario
- Water (2012) – vari registi, segmento Eye Drops
- Blackness (Yarmouk) (2014) – cortometraggio[32]

## Teatro

### Attore
- La famiglia, di Ludwig de Beer (Università di Tel Aviv, 1976)
- Nozze di sangue, di Federico García Lorca (Teatro Habima, 1980)
- La sindrome di Gerusalemme, di Yehoshua Sobol (Teatro Haifa, 1988)
- Hedda Gabler, di Hendrik Ibsen (Teatro Haifa, 1994)
- Romeo e Giulietta, di William Shakespeare (Teatro Jerusalem Khan, 1994)
- La notte e la montagna, di Abdel Gaffar Makkawi (Teatro Alkasaba, 1995)
- La morte e la fanciulla, di Ariel Dorfmann (Teatro Alkasaba, 1997)
- Il fantastico Francis Hardy, di Brian Friel (Teatro Alkasaba, 1997)
- Il Clown, di Muhamed Al Maghout (Teatro Alkasaba, 1998)
- The Immigrant, di George Shahada (Teatro Alkasaba, 1999)
- La casa di Bernarda Alba, di Federico García Lorca (Teatro Alkasaba, 2000)
- Sette giorni, di Shlomiko Moshkowicz (Teatro Habima, 2003–2004)
- Benghazi Bergen-Belsen, di Yossi Sucary (Cafè La MaMa, 2017)[33]

### Regista
- Il pessottimista (Al-Mutasha'il), dal romanzo di Emile Habibi (1986)
- L'ancora, dal romanzo di Hanna Mina (1994)
- La stagione della migrazione a Nord, dal romanzo di Tayeb Saleh (1997)
- Abu Marmar, di Mohammad Bakri (1999)
- Samir e Yonathan, dal romanzo di Daniella Carmi (2001)
- Uno sguardo dal ponte, dal romanzo di Arthur Miller (2002)
- A day in our times, dal romanzo di Saadallah Wannous (2004)

## Riconoscimenti
- Festival internazionale del cinema di Dubai
  - 2009: Candidatura al miglior documentario per Zahara
  - 2017: Miglior attore per Wajib – Invito al matrimonio (condiviso con Saleh Bakri)[34]
- Festival di Cannes
  - 2018: Arab Critic Award al miglior attore per Wajib – Invito al matrimonio[35]
- Asia Pacific Screen Awards
  - 2009:  Candidatura al miglior attore per Il compleanno di Laila
  - 2017:  Candidatura al migliore attore per Wajib – Invito al matrimonio
- Giornate cinematografiche di Cartagine
  - 2002: Miglior film per Jenin, Jenin[36]
  - 2008: Miglior attore per Il compleanno di Laila[37]
- Valencia International Film Festival
  - 1994: Miglior attore per Oltre le sbarre II[38]
  - 1996: Miglior film per Haifa[38]
- 1993: Acco Festival of Alternative Israeli Theatre – Migliore attore per La stagione della migrazione a Nord, di Tayeb Salih (adattamento teatrale e regia di Ouriel Zohar)
- 1999: Palestine Prize for Cinema – Premio Ramallah come migliore attore per Haifa
- 2000: Israeli Academy Awards – Candidatura al migliore attore per Desperado Square
- 2002: International Festival of Mediterranean Documentary Film and Reportage – Premio internazionale al miglior film per Jenin, Jenin[39]
- 2002: Ismailia International Film Festival for Documentaries and Shorts – Miglior film per Jenin, Jenin[40]
- 2003: Mediterranean Experiences Festival – Premio UNCI al miglior film mediterraneo per Jenin, Jenin[40]
- 2004: Locarno Festival – Pardo di bronzo al migliore attore per Private
- 2005: Buenos Aires International Festival of Independent Cinema – Migliore attore per Private
- 2006: Sole Luna Doc-film Festival – 1º premio al miglior film per Da quando te ne sei andato[41]
- 2007: Yamagata International Documentary Film Festival – Candidatura al miglior film per Da quando te ne sei andato
- 2010: Festival del cinema africano, d'Asia e America Latina di Milano – Miglior documentario per Zahara (sezione Finestre sul mondo)
- 2013: Festival del cinema arabo di Malmö – Premio onorario alla carriera[42]
- 2014: Premio Francesco Pasinetti – Miglior film per Blackness[43]
- 2017: Mar del Plata Film Festival – Miglior attore per Wajib – Invito al matrimonio

## Doppiatori italiani
Nelle versioni in italiano delle opere in cui ha recitato, Mohammad Bakri è stato doppiato da:
- Massimo Lodolo ne Il sergente di fuoco, Indagine allo specchio
- Ennio Coltorti in Private
- Stefano De Sando ne La masseria delle allodole
- Alarico Salaroli in Giraffada
- Antonio Palumbo in The Night Of - Cos'è successo quella notte?
- Dario Penne in American Assassin
- Marco Mete in Wajib - Invito al matrimonio
- Gerolamo Alchieri in Homeland - Caccia alla spia
- Rodolfo Bianchi in La cospirazione del Cairo